# Александар Пипин
Александар Николајевич Пипин (рус. Александр Николаевич Пипин; Саратов, 6. април 1833 — Санкт Петербург, 9. децембар 1904) је био руски историчар књижевности, археограф и етнограф. Био је један од најистакнутијих руских западњака, противник и критичар славенофилства.

## Биографија
Александар Николајевич Пипин рођен је 6. априла 1833. у Саратову. Одмалена је учио латински, немачки и француски језик. Похађао је гимназију у Саратову. Уписао се најпре на историјски факултет на Универзитету у Казању, а онда је прешао на Универзитет у Санкт Петербургу, који је завршио 1853. Још као студент објавио је свој први рад. Током 1857. магистрирао је радом: Прича о литерарној историји старих руских приповетки и прича ( Очерк литературной истории старинных повестей и сказок русских). Након тога послали су га да се две године у иностранству припрема за катедру историје европске књижевности. Поред Италије боравио је једно време и у славенским земљама.
Постављен је 1860. за ванредног професора на катедри опште историје књижевности Историјско-филолошког факултета Универзитета у Санкт Петербургу. Предавао је провансалску и средњовековну француску књижевност. Након студентских протеста 1861. дао је заједно са још неколико професора оставку на место професора универзитета. Супростављао се интервенцији државе, која је нарушавала аутономију универзитета. Од 1863. активан је сарадник Савременика (Современник), а једно време и његов уредник.
Био је један је од најистакнутијих руских западњака, противник и критичар славенофилства. Изучавао је стару руску књижевност и њене везе са западом, а са посебном пажњом је изучавао културну историју Русије у 19. веку. Заједно са Владимиром Даниловичем Спасовичем израдио је Преглед историје славенских књижевности (прво изд. 1865, друго 1879-1887). Његова Историја руске литературе I-IV (1902-1903) има значај и за нас. Од велике важности је и његова Историја руске етнографије.
Дописни је члан Српског ученог друштва од 1869. Почасни је члан Српске краљевске академије од 1892.
Написао је и аутобиографију која је објављена као: А. Н. Пыпинъ: Мои заметки. Москва 1910.

## Дело
Пипин је био привржен умерено – либералним идејама свог доба. Сматра се представником историјске школе у култури, због свостановишта о раси и седини као одлучујућим чиниоцима који условљавају национални карактер културе. Залагао се за установљење сеоског социјализма. Иако је заступао идеју ослобођења сељака од феудалне потчињености и био противник империјалног самодржавља, био је и противник револуционарног преврата, нарочито се супротстављајући насилним методама револуционарних руских народњака 70-тих година XIX века. Занимљиво је да је сматрао дело Бјелинског ограничено темом књижевности, уместо да се распротрло на сву културу и уметност.
Његов историјски рад је оставио много више трага него његови политички ставови. Најзначајнија Пипинова дела су Историја руске књижевности (обј. постхумно, 1911-1913), Историја Словенске књижевности (1879-1881), Историја руске етнографије (1890-1892) и Руска Масонерија XVIII и прве четвртине XIX века.

## Спољашне везе
- Краћа биографија на сајту САНУ[мртва веза]